# Himerta alpina
Himerta alpina là một loài tò vò trong họ Ichneumonidae.